# Ex Teresa Arte Actual
El Museo Ex Teresa Arte Actual es un edificio que se encuentra localizado en el Centro Histórico de la Ciudad de México, México. El museo es llamado así porque se encuentra en el inmueble de lo que era anteriormente el templo de Santa Teresa la Antigua y se enfoca en la difusión del arte contemporáneo a través de la investigación y exhibición de prácticas artísticas no objetuales y de proceso entre las que destacan principalmente la instalación, el performance, el arte sonoro, el videoarte y la multimedia en general.

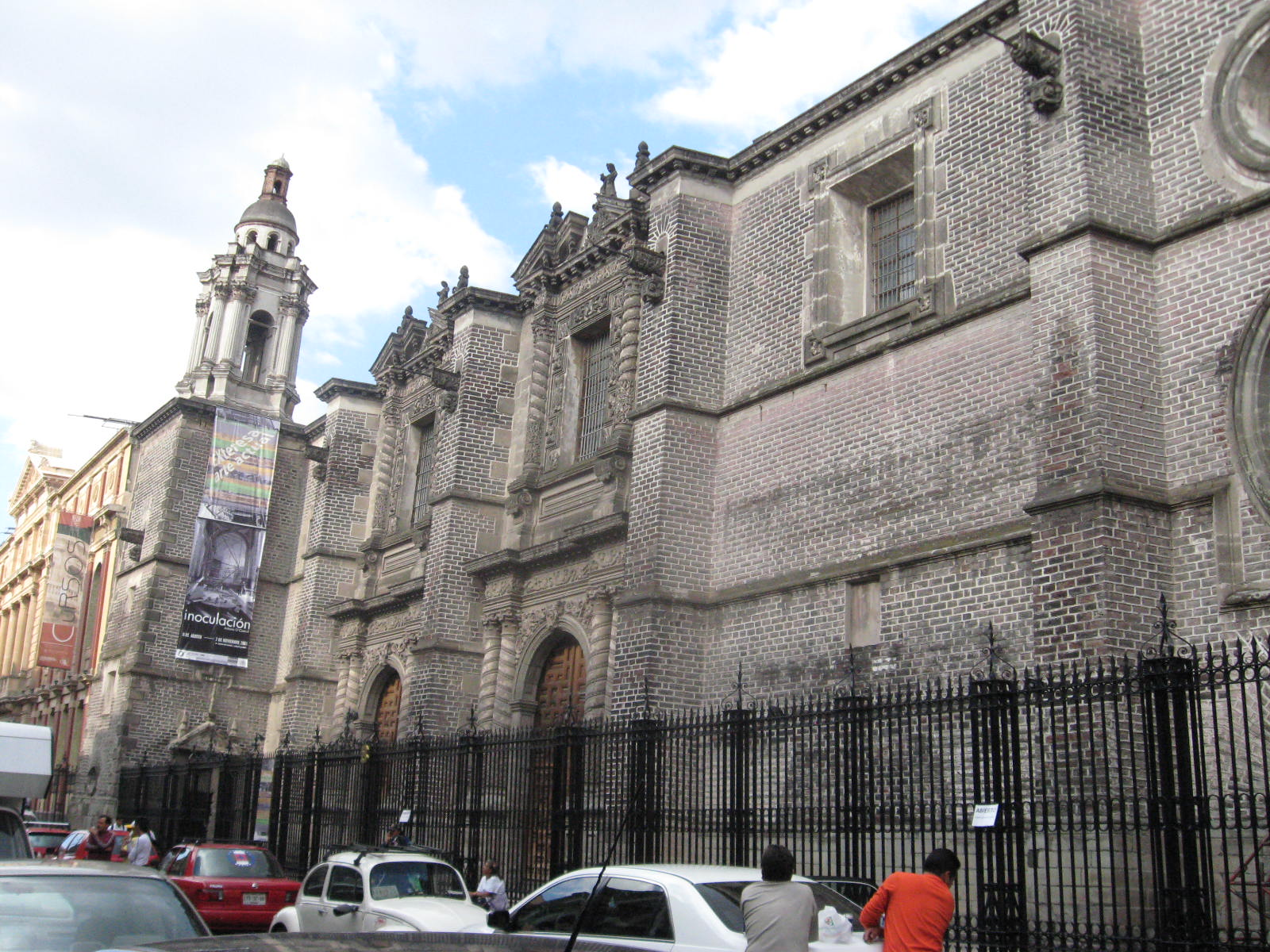
Fachada del museo

El objetivo del museo es ser un laboratorio donde se cree y se investigue el arte y cultura contemporánea de México y del mundo, haciendo uso de los diversos soportes del arte (como la instalación, el performance y la multimedia), además de ser un centro difusor del arte experimental.

## Exposiciones
El museo no cuenta con un acervo propio, sino que tiene como característica la producción y realización de programas regulares de performances, además de presentar conciertos de música contemporánea, proyección de cine y video, montajes de instalaciones, arte sonoro y espectáculos multimedia. Adicionalmente cuenta con un Centro de Documentación que integra un acervo audiovisual y fotográfico de importancia para el registro de este tipo de prácticas artísticas desde la década de los noventa hasta la fecha.
Dadas las características del edificio, regularmente se realizan intervenciones temporales que permiten poner en diálogo las manifestaciones experimentales del arte con los motivos barrocos y neoclásicos del convento.

## Historia del edificio

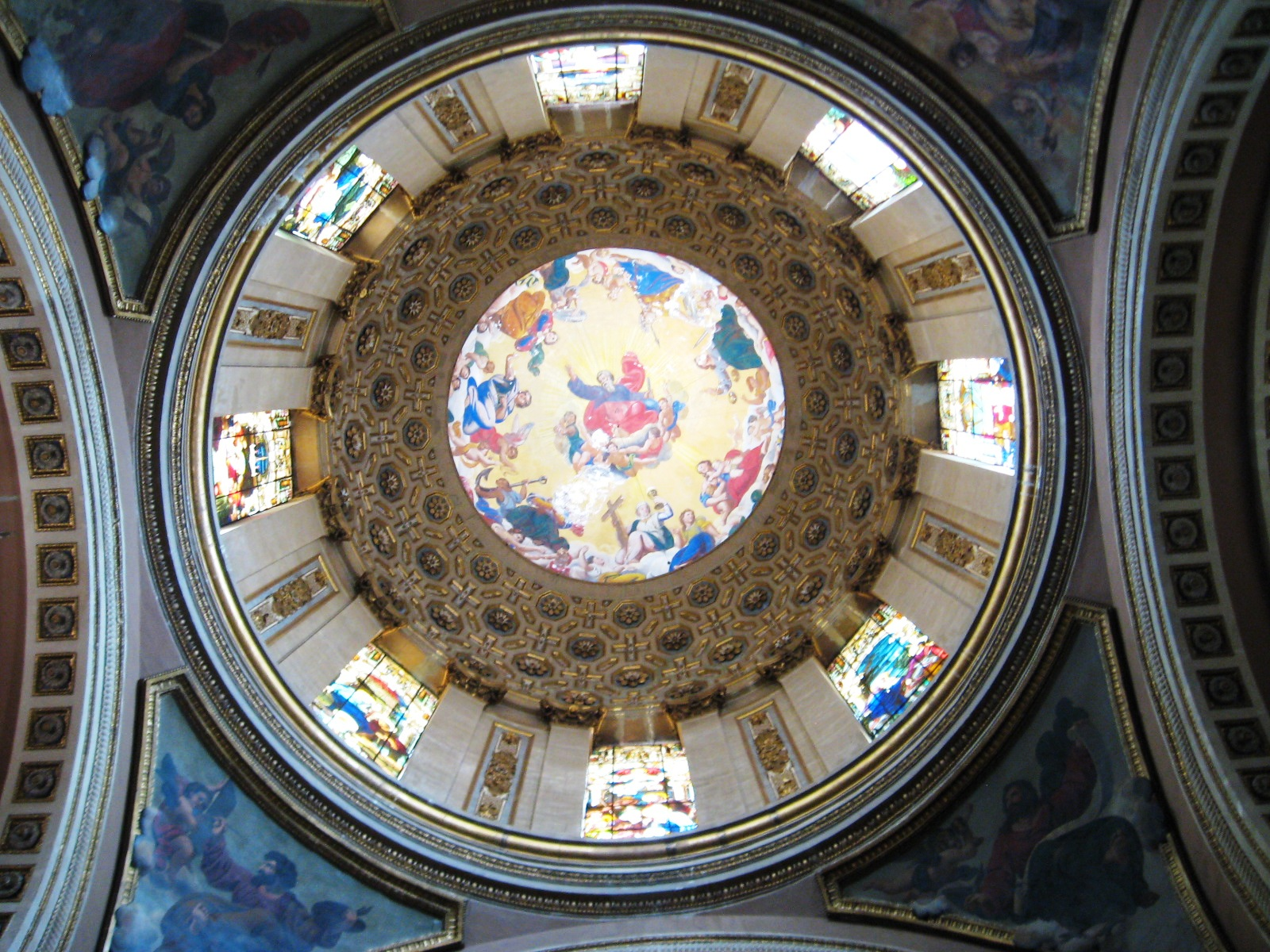
Cúpula de la capilla del convento

La construcción de estilo barroco (fachada) y neoclásico (interior) data del año 1616, y fue creado para albergar al convento de Santa Teresa la Antigua y al monasterio de San José de las Carmelitas Descalzas. Juana Inés de Asbaje, conocida como Sor Juana Inés de la Cruz, ingresó al convento en 1667 pero debido al rigor de la orden debió abandonarlo 3 meses después, encontrando recogimiento menos estricto en el Convento de San Jerónimo. Desde 1863, debido a la ley de la exclaustración de las monjas promulgada por el presidente Benito Juárez, el inmueble se ha utilizado para diversos fines ya sea como cuartel militar, escuela normal o hasta para albergar la imprenta del Diario Oficial de la Federación.
Estuvo cerrado y fue prácticamente abandonado desde la guerra cristera. Sólo se conserva una quinta parte del edificio que se encuentra en deterioro a pesar de la majestuosidad de su construcción y arte en muros.